# Рафлезиеви
Рафлезиевите (Rafflesiaceae) са семейство растения от разред Малпигиецветни (Malpighiales).
Таксонът е описан за пръв път от Бартелеми Дюмортие през 1829 година.

## Родове
- Rafflesia – Рафлезия
- Rhizanthes – Ризантес
- Sapria – Саприя